# Heinrich Abel
Pour les articles homonymes, voir Abel (homonymie).
Heinrich Abel (* 15 décembre 1843 à Passau ; † 23 novembre 1926 à Vienne) est un prêtre jésuite. À partir des années 1890 c’est surtout à Vienne qu’il exerce son activité comme prédicateur et fondateur de congrégations. Du fait qu’il s’adresse principalement aux hommes, il reçoit le surnom de « Männerapostel von Wien ». Son œuvre se caractérise par un aspect chrétien-social.

## Biographie
Fils de douanier à Passau, il grandit dans cette ville. A l’âge de 20 ans il entre dans l’Ordre des Jésuites et enseigne jusqu’en 1891, surtout l’histoire au Collège des Jésuites de Kalksburg près de Vienne. Il était le neveu de Karl von Abel.
En 1876, il joue un rôle déterminant dans la fondation de la Katholische Österreichische Studentenverbindung (K.Ö.St.V.Austria Vienna) et devient par la suite membre honoraire de la K.Ö.St.V. Rudolfina Vienna, toutes deux appartenant à l’Österreichische Cartellverband. En 1890, il crée la « Marianische Kongregation Mater Admirabilis für Kaufleute » (Congrégation mariale Mater Admirabilis pour les commerçants), qui est sa fondation la plus importante. Avec les années s’ajoutent de nombreuses autres congrégations, par exemple pour les collégiens, les ouvriers ou les femmes de commerçants.
En 1891, il commence ses légendaires sermons destinés aux hommes à Vienne avant de consacrer son énergie aux pèlerinages annuels à Mariazell à partir de 1893 et à Klosterneuburg à partir de 1904.
Après sa mort, le 23 novembre 1926, le père Abel est enterré dans la chapelle Notre-Dame de Lorette de l’église des Augustins de Vienne, lieu de rencontre pour la « Congrégation mariale pour les commerçants Mater Admirabilis » qu’il avait fondée.

## Mouvement chrétien-social

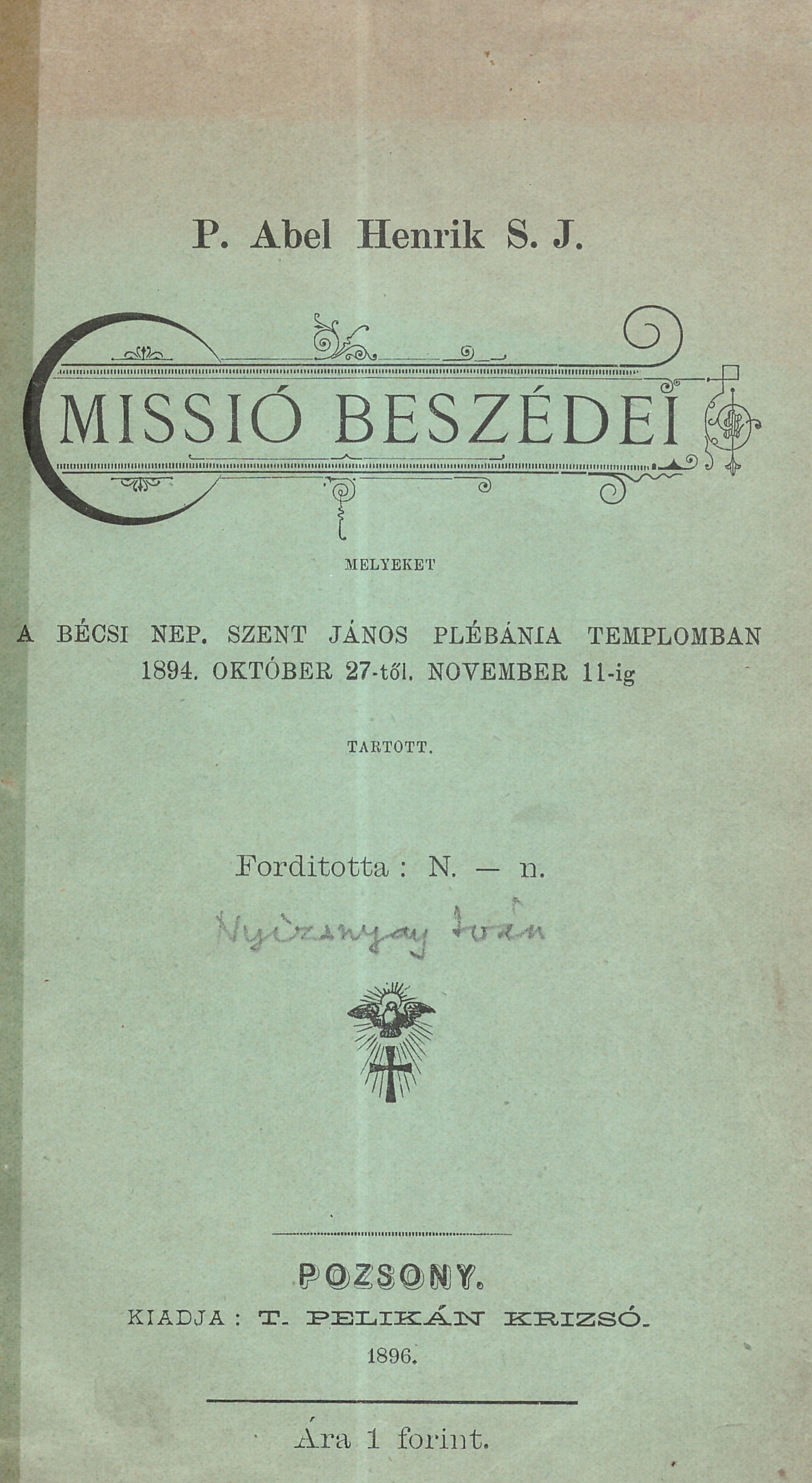
Discours de mission (édition hongroise)

Il joue un rôle essentiel dans la percée du Parti chrétien-social sous Karl Lueger. Un journaliste chrétien-social, Friedrich Funder, écrit : « L’impulsion de Lueger est venue compléter le travail du prince Alois Liechtenstein et du Père Heinrich Abel dans ce mouvement populaire. On ne peut comprendre le succès d’aucun des trois sans le succès des deux autres ».
Brigitte Hamann voit dans le travail d’Abel « l’aide la plus efficace apportée à Lueger ». Parallèlement Abel entretient de bons contacts avec la cour impériale qui est au contraire hostile au mouvement social-chrétien ; il faut y voir une preuve de l'habileté diplomatique d’Abel. C’est avec Marie Valérie, la fille de l’empereur, qu’il entretient les relations les plus étroites. Une citation de l’ambassadeur allemand Eulenburg en 1897 confirme également la présence d’Abel à la cour. Dans un rapport à Berlin, il le décrivait comme « très intelligent », mais considérait sa présence à la cour comme « très dangereuse », car elle était un encouragement au « cléricalisme ».